# Володино (Вологодская область)

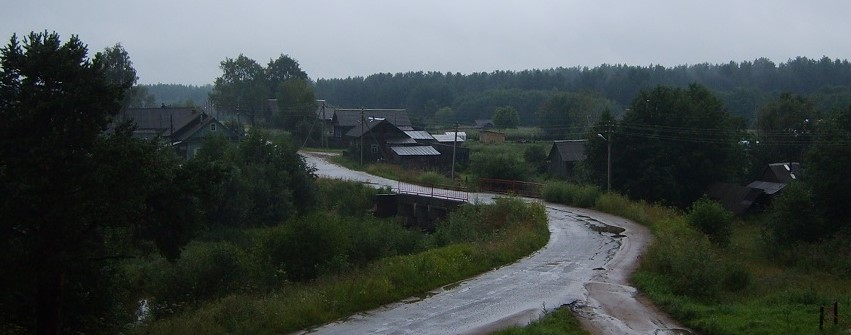
Деревня Володино (июль 2007).

Володино — деревня в Бабаевском районе Вологодской области. Административный центр Володинского сельского поселения.
С точки зрения административно-территориального деления — центр Володинского сельсовета.
Расположена на берегах реки Колодинка. Расстояние по автодороге до районного центра Бабаево составляет 8 км. Ближайшие населённые пункты — Великово, Переходно, Колпино.
Население по данным переписи 2002 года — 466 человек (228 мужчин, 238 женщин). Преобладающая национальность — русские (99 %).